# Giuseppe Basteris
Giuseppe Basteris (Bagnasco, 7 dicembre 1829 – Torino, 6 marzo 1895) è stato un politico italiano.
Fu sia deputato al Parlamento del Regno d'Italia dalla XIII legislatura (collegio di Ceva come per la successiva) alla XVI (collegio di Mondovì come per la precedente) sia senatore del Regno d'Italia nella XVII legislatura. Come parlamentare dell'Alta Val Tanaro riuscì a portare a casa nel 1878, insieme con alcuni colleghi del Ponente ligure, il finanziamento della ferrovia Ceva-Garessio-Mare, che fu purtroppo sconfitta dai fautori, anche torinesi (compreso un garessino), della Cuneo-Nizza. La ferrovia fu completata nel 1893 e si fermò a Ormea, ma contribuì all'industrializzazione della vallata. 
Dopo l'esperienza parlamentare Basteris tornò a fare il magistrato e presiedette la Corte d'Appello di Torino (16 luglio 1885). In precedenza era stato sostituto procuratore generale alla Corte d'Appello di Ancona (21 settembre 1862), a quella di Bologna (13 novembre 1864), a quella di Genova (5 marzo 1871), poi consigliere della Corte d'appello di Torino (21 maggio 1876) e consigliere della Corte di Cassazione di Torino (5 dicembre 1878).
Bagnasco gli ha intitolato la via centrale del paese.